# 드래고넷
드래고넷(Dragonette)은 캐나다의 신스팝 밴드이다.